# Загальне
Зага́льне — значення слова, форма існування всіх особливих і одиничних явищ, закономірна форма їх взаємозв'язку у складі конкретного цілого. Розрізняються Абстрактний-в. і Конкретний-в. Абстрактний-у. — відбиване в спогляданні і виставі схожість, подібність, тотожність всіх плотсько-сприйманих явищ, однаково властиві кожному з них, узятому порізно, «ознака» (визначеність взагалі). Конкретний-у. — відбивана в понятті внутрішньо необхідний зв'язок (взаємообумовленість) різних і протилежних явищ, закон їх переходу і перетворення один в одного, промовці на поверхні явищ не у вигляді їх схожості, подібності і тотожності, а, навпаки, через їх відмінність, особливість, протилежність.
Одини́чне — значення слова, окреме, індивідуальне, філософська категорія, що виражає відносну відособленість, дискретність, відмежованість один від одного в просторі і в часі речей, подій, властиві їм специфічні індивідуальні особливості, складові їх неповторну якісну і кількісну визначеність. Як Е. може розглядатися не лише окремий предмет, але і цілий клас предметів, якщо він береться як щось єдине відносно самостійне, таке, що існує у межах певної міри. В той же час сам предмет є деяка безліч одиничних частин. Речі, події абсолютно нетотожні, індивідуальні. Вони займають різне місце, знаходяться в різних зв'язках і володіють, отже, різними властивостями. Події неповторювані. Явища підпорядковані принципу безповоротності часу. Т. н. повторне відрізняється вже тим, що воно відбувається в інший час і, отже, в нових умовах що накладають відбиток на явище.